# Lew Landers
Lew Landers (nascut Louis Friedlander, 2 de gener de 1901 - 16 de desembre de 1962) va ser un director de cinema i televisió independent estatunidenc.

## Biografia
Nascut com a Louis Friedlander a la ciutat de Nova York, Lew Landers va començar la seva carrera cinematogràfica com a actor. El 1914, va aparèixer en dos llargmetratges: el drama de D.W. Griffith The Escape i el curt de comèdia Admission – Two Pins, sota el seu nom de naixement. Es va convertir en assistent de direcció a Universal Pictures el 1922. Va començar a fer pel·lícules a la dècada de 1930, una de les seves primeres va ser el thriller de Boris Karloff / Bela Lugosi The Raven (1935). Després de dirigir uns quants films més, va canviar el seu nom a Lew Landers i va dirigir més de 100 pel·lícules en diversos gèneres, com ara westerns, comèdies i pel·lícules de terror. Durant la seva carrera, va treballar per a tots els estudis cinematogràfics importants, i molts altres menors. Des de 1943, va començar a alternar el seu treball cinematogràfic amb la direcció de sèries de televisió, incloent dos episodis de Adventures of Superman i el campi Captain John Smith and Pocahontas.
El 16 de desembre de 1962, Landers va morir d'un atac de cor a Palm Desert, Califòrnia. La seva tomba es troba al Chapel of the Pines Crematory.
L'actor Jim McKrell va interpretar un reporter de notícies de televisió anomenat Lew Landers en dues pel·lícules dirigides per Joe Dante: Udols (1981) i Gremlins (1984).

## Filmografia parcial
- The Vanishing Shadow (1934)
- The Red Rider (1934)
- Tailspin Tommy (sèrie) (1934)
- Rustlers of Red Dog (1935)
- The Call of the Savage (1935)
- The Raven (1935)[3]
- Without Orders (1936)
- Night Waitress (1936)
- Flight From Glory (1937)
- Living on Love (1937)
- Danger Patrol (1937)
- You Can't Buy Luck (1937)
- The Man Who Found Himself (1937)
- Border Cafe (1937)
- They Wanted to Marry (1937)
- Annabel Takes a Tour (1938)
- Blind Alibi (1938)
- The Affairs of Annabel (1938)
- Crashing Hollywood (1938)
- Double Danger (1938)
- Law of the Underworld (1938)
- Smashing the Rackets (1938)
- Sky Giant (1938)
- Dones condemnades (Condemned Women) (1938)
- Fixer Dugan (1939)
- Bad Lands (1939)
- Conspiracy (1939)
- The Girl and the Gambler (1939)
- Twelve Crowded Hours (1939)
- El transatlàntic del Pacífic (Pacific Liner) (1939)
- Enemy Agent (1940)
- La Conga Nights (1940)
- Ski Patrol (1940)
- Harvard, Here I Come! (1941)
- Back in the Saddle (1941)
- The Boogie Man Will Get You (1942)
- The Man Who Returned to Life (1942)
- Junior Army (1942)
- Stand By All Networks (1942)
- Submarine Raider (1942)
- Atlantic Convoy (1942)
- Power of the Press (1943)
- After Midnight with Boston Blackie (1943)
- Doughboys in Ireland (1943)
- The Return of the Vampire (1943)
- Stars on Parade (1944)
- The Ghost That Walks Alone (1944)
- Crime, Inc. (1945)
- The Power of the Whistler (1945)
- The Mask of Diijon (1946)
- A Close Call for Boston Blackie (1946)
- The Truth About Murder (1946)
- Death Valley (1946)
- Devil Ship (1947)
- The Son of Rusty (1947)
- Public Prosecutor (sèrie de televisió, 1947–48)
- Adventures of Gallant Bess (1948)
- My Dog Rusty (1948)
- Inner Sanctum (1948)
- Stagecoach Kid (1949)
- Barbary Pirate (1949)
- Air Hostess (1949)
- Law of the Barbary Coast (1949)
- Chain Gang (1950)
- Davy Crockett, Indian Scout (1950)
- State Penitentiary (1950)
- Revenue Agent (1950)
- L'últim bucaner (Last of the Buccaneers) (1950)
- Beauty on Parade (1950)
- Dynamite Pass (1950)
- Tyrant of the Sea (1950)
- Girls' School (1950)
- Jungle Manhunt (1951)
- When the Redskins Rode (1951)
- The Magic Carpet (1951)
- The Big Gusher (1951)
- Arctic Flight (1952)
- La conquista de Califòrnia (California Conquest) (1952)
- Jungle Jim in the Forbidden Land (1952)
- Terry and the Pirates (9 episodis, 1953)
- Run for the Hills (1953)
- Captain John Smith and Pocahontas (1953)
- Tangier Incident (1953)
- Meet Corliss Archer (1 episodi, 1954)
- Science Fiction Theatre (1 episodi, 1955)
- Tales of the Texas Rangers (10 episodis, 1955–1957)
- Casey Jones (4 episodis, 1957–1958)
- Highway Patrol (10 episodis, 1955–1959)
- Mackenzie's Raiders (9 episodis, 1958–1959)
- Tombstone Territory (2 episodis, 1959–1960)
- The Alaskans (1 episodi, 1960)
- Sugarfoot (2 episodis, 1961)
- Bat Masterson (4 episodis, 1959–1961)
- Terrified (1963)